# Desa Tanjungsari (administrativ by i Indonesien, Jawa Tengah, lat -6,64, long 110,97)
Desa Tanjungsari är en administrativ by i Indonesien.   Den ligger i provinsen Jawa Tengah, i den västra delen av landet, 500 km öster om huvudstaden Jakarta. Desa Tanjungsari ligger vid sjön Waduk Gunungrowo.